# Єкта Куртулуш
Єкта Куртулуш (тур. Yekta Kurtuluş, нар. 11 грудня 1985, Ізмір) — турецький футболіст, півзахисник клубу «Антальяспор».
Виступав, зокрема, за клуб «Галатасарай», а також національну збірну Туреччини.
Дворазовий чемпіон Туреччини. Володар Кубка Туреччини.

## Клубна кар'єра
Народився 11 грудня 1985 року в місті Ізмір. Вихованець футбольної школи клубу «Ізмірспор». Дорослу футбольну кар'єру розпочав 2004 року в основній команді того ж клубу, в якій провів три сезони, взявши участь у 71 матчі чемпіонату. 
Протягом 2007—2011 років захищав кольори команди клубу «Касимпаша».
Своєю грою за останню команду привернув увагу представників тренерського штабу клубу «Галатасарай», до складу якого приєднався 2011 року. Відіграв за стамбульську команду наступні чотири сезони своєї ігрової кар'єри.
Протягом 2015—2016 років захищав кольори команди клубу «Сівасспор».
До складу клубу «Антальяспор» приєднався 2016 року. Відтоді встиг відіграти за команду з Анталії 36 матчів в національному чемпіонаті.

## Виступи за збірну
У 2010 році дебютував в офіційних матчах у складі національної збірної Туреччини. Наразі провів у формі головної команди країни 2 матчі.

## Титули і досягнення
- Чемпіон Туреччини (3):

«Галатасарай»: 2011–12, 2012–13, 2014–15
- Володар Кубка Туреччини (2):

«Галатасарай»: 2013-14, 2014–15
- Володар Суперкубка Туреччини (3):

«Галатасарай»: 2012, 2013, 2015